# Norsup (Insel)
Norsup (englisch Norsup Island) ist eine kleine Insel in der Provinz Malampa des Inselstaats Vanuatu im Pazifischen Ozean.
Die Insel liegt etwa 750 Meter vor der Ostküste von Malakula in Höhe des gleichnamigen Küstenorts Norsup. Sie ist dicht bewachsen und an der Westküste dünn besiedelt.